# Orphanodendron
Orphanodendron é um género botânico pertencente à família Fabaceae.